# Chilehexops misionensis
Chilehexops misionensis är en spindelart som beskrevs av Pablo A. Goloboff 1989. Chilehexops misionensis ingår i släktet Chilehexops och familjen Dipluridae. Inga underarter finns listade i Catalogue of Life.